# 帕多克鎮區 (內布拉斯加州蓋奇縣)
帕多克鎮區（英語：Paddock Township）是位於美國內布拉斯加州蓋奇縣的一個行政鎮區。

## 地方資料
帕多克鎮區的面積為93.70平方千米，當中陸地面積為93.07平方千米，而水域面積為0.63平方千米。根據2020年美國人口普查的數據，當地共有人口331人，而人口密度為每平方千米3.53人。